# NGC 1317
NGC 1317 este o galaxie spirală situată în constelația Cuptorul. A fost descoperită în 1826 de către James Dunlop. Se află la o distanță de 19 megaparseci de Pământ.